# Haken-und-Kabeljau-Krieg
Der Haken-und-Kabeljau-Krieg (niederländisch Hoekse en Kabeljauwse twisten) umfasst eine Serie von Kriegen und Schlachten in Holland zwischen 1350 und 1490. Die meisten dieser Kriege wurden um den Titel der Grafen von Holland geführt, aber der eigentliche Grund war der Machtkampf des Bürgertums in den Städten gegen den herrschenden Adel. Die Kabeljau-Fraktion unter der Führung der Herren van Arkel und der Egmonds bestand hauptsächlich aus fortschrittlicheren Städten Hollands. Die Haken-Fraktion unter den Herren von Brederode bestand zu einem Großteil aus konservativen Adeligen. Der Ursprung des Namens ist ungewiss.

## Margarethe von Bayern gegen Wilhelm V.
Nachdem Wilhelm IV., der Graf von Holland, 1345 getötet worden war, erbte seine Schwester Margarethe die Grafschaft. Sie hatte den Wittelsbacher Kaiser Ludwig IV. geheiratet und lebte in Bayern. Sie ernannte ihren zweiten Sohn Wilhelm (später Graf Wilhelm V.) zu ihrem Stellvertreter in Holland, so dass er dort faktisch herrschte. 1350 verlangten die holländischen Adligen, dass Margarethe nach Holland zurückkehre. Als Reaktion wurde am 23. Mai 1350 von Anhängern Wilhelms der Kabeljau-Bund gegründet. Am 5. September desselben Jahres entstand der Haken-Bund. Wenig später gerieten diese beiden Gruppen in Streit und ein Bürgerkrieg begann.
Eduard III., Margarethes Schwager, kam ihr zu Hilfe und gewann 1351 eine Seeschlacht vor Veere. Einige Wochen später wurden die Haken und ihre englischen Verbündeten von Wilhelm und den Kabeljauen bei Vlaardingen besiegt – eine Niederlage, die Margarethes Sache ruinierte: Eduard III. wechselte darauf die Seiten und die Kaiserin sah sich 1354 gezwungen, zu einer Vereinbarung mit ihrem Sohn zu kommen: Er wurde Graf von Holland und Zeeland, sie erhielt die Grafschaft Hennegau. Zwei Jahre später starb Margarethe, nachdem sie Wilhelm, der Maud of Lancaster geheiratet hatte, verlassen hatte.

## Jakobäa von Bayern gegen Philipp von Burgund
Obwohl es auch unter Wilhelms Bruder und Nachfolger Albrecht einige kleinere Kämpfe in der Zeit nach 1356 gegeben hatte, kam es erst nach dem Tode von Albrechts ältestem Sohn Wilhelm VI. 1417 zur Hauptschlacht. Wilhelms Bruder Johann III. und seine Tochter Jakobäa beanspruchten das Land. Die Kabeljaue waren auf Johanns Seite und nach seinem Tod 1425 auf der seines Neffen Philipps des Guten, die Haken waren auf Jakobäas Seite. Die Folge dieser Kämpfe war, dass Jakobäa den Titel der Gräfin von Holland und Hennegau behalten durfte, aber Philipp das Land beherrschte. Philipp war der Erbe der Grafschaft und die kinderlose Jakobäa durfte nicht ohne seine Erlaubnis heiraten. Das Abkommen wurde ungültig, als Jakobäa 1432 Frank van Borselen heiratete und ihr Gebiet im Haager Vertrag an Burgund übergeben musste. Dies war das Ende der Herrschaft der Wittelsbacher über die niederländischen Grafschaften und den Hennegau.